# Antichloris miraculosa
Antichloris miraculosa là một loài bướm đêm thuộc phân họ Arctiinae, họ Erebidae.